# Josef Krips
Josef Alois Krips (Rudolfinergasse a Viena-Döbling, 8 d'abril, 1902 - Ginebra (Suïssa), 13 d'octubre, 1974), va ser un director i violinista austríac. Va fer una contribució important a la revitalització de la vida musical vienesa en el període de postguerra.

## Biografia
Krips era fill del metge vienès Josef Jakob Krips (1866–1927). Quan tenia sis anys, va cantar al cor de l'església de les Carmelites de Viena. Va rebre una educació escolar humanística i li van ensenyar piano i harmonia. Als 13 anys va aconseguir el seu primer violí. De 1918 a 1921 va ser violinista a la "Volksoper" de Viena. El 1920/21 va estudiar teoria musical amb Eusebius Mandyczewski a l'Acadèmia de Música de Viena, i també va ser alumne particular de Felix Weingartner. Després que el violí fos inicialment el seu tema principal, aviat va passar a la direcció.
De 1921 a 1924 va treballar com a acompanyant i ajudant de Weingartner, més tard com a director de cor i director de banda a la Volksoper de Viena. Després d'un any de compromís com a director d'òpera al teatre de la ciutat d'Aussig an der Elbe (Bohèmia) i primer director a Dortmund, va ser nomenat director de cort a la Capella de Baden Court a Karlsruhe el 1926 i poc temps després es va convertir en el director general més jove de música a Alemanya en aquell moment. Després que els nacionalsocialistes arribessin al poder el 1933, va tornar a Viena com a director d'orquestra, on va esdevenir director resident a l'Òpera Estatal de Viena. El 1935 va ocupar una càtedra a l'Acadèmia de Música de Viena.
Després de l'annexió d'Àustria a Alemanya el 1938, Krips es va traslladar a Belgrad, on va treballar durant un any com a director convidat a l'òpera i l'orquestra filharmònica. El 1939 va tornar a Viena, però se li va prohibir treballar a causa dels orígens jueus del seu pare i va ser reclutat al Servei de Treball del Reich. Després d'una breu estada a Budapest, va treballar en secret com a acompanyant i va donar classes particulars L'any 1943, un amic li va donar feina a una empresa d'alimentació i, per tant, no va ser reclutat a la Wehrmacht.
Després de la guerra, Krips va ser l'únic director d'orquestra austríac que es considerava lliure i se li va permetre tornar a treballar immediatament. Krips es va convertir en un dels directors d'orquestra més sol·licitats. Krips dirigí la Volksoper al Theater an der Wien. Va ser el primer a dirigir l'Orquestra Filharmònica de Viena després de la Segona Guerra Mundial i va dirigir el primer Festival de Salzburg de la postguerra. El 1946 i el 1947 va dirigir el Concert de Cap d'Any de la Filharmònica de Viena i va fundar el "Vienna Mozart Ensemble", que va actuar arreu del món i va ser elogiat per la seva especial cultura cantant i tocant. Va dirigir l'Orquestra de Música de la Corte de Viena i va donar concerts a la Societat d'Amants de la Música de Viena i a la Sala de Societat de Concerts. El 1949 va esdevenir cap de la Escola de mestres de capella de l'Acadèmia de Música de Viena.
Del 1950 al 1954 Josef Krips va ser director titular de l'Orquestra Simfònica de Londres, després, en el mateix càrrec, director de la Buffalo Philharmonic Orchestra de Nova York durant nou anys i, del 1963 al 1970, director de l'Orquestra Simfònica de San Francisco. De 1954 a 1960 va dirigir el "Cincinnati May Festival". El 1963 va debutar amb Don Giovanni a la Royal Opera House de Covent Garden de Londres. El 1966 es va convertir en director convidat a la Metropolitan Opera de Nova York. Va ocupar el seu darrer càrrec l'any 1970, quan va esdevenir director convidat de la "Deutsche Oper Berlin". De 1970 a 1973 va ser assessor artístic i director titular de l'Orquestra Simfònica de Viena. Va ser el primer director d'orquestra austríac que va fer una gira per la Unió Soviètica. Entre altres coses, va aparèixer al Teatre Bolxoi de Moscou. L'últim gran èxit de Krips, a principis de 1974, va ser una nova producció de Così fan tutte a la Grand Opéra de París.
La gran quantitat d'enregistraments de Krips inclou, per exemple, les simfonies de Beethoven amb l'Orquestra Simfònica de Londres, que es van gravar el 1960 i es van publicar en CD als anys noranta. També són ben conegudes les seves interpretacions d'òperes de Mozart com Don Giovanni i El rapte del serrallo. Amb l'Orquestra del Concertgebouw d'Amsterdam del 1972 al 1974 va gravar un cicle de vuit discos de llarga durada de les 20 simfonies de finals de Mozart.
Krips es va casar tres vegades: en el primer matrimoni (1925) amb Maria Heller, de soltera Rotsch († 1930) d'Aussig, en el segon matrimoni (1947) amb Maria(nne) (Mitzi) Weinlinger, de soltera Willheim (1897–1969), en tercer (1969) amb Harrietta Procházka (1938–2015). El seu germà Henry Krips (1912–1987), que va prendre la ciutadania australiana, també va ser director d'orquestra.
Krips va morir de càncer de pulmó a l'Hospital Cantonal de Ginebra el 1974. Va ser enterrat al districte 19 de Viena (Döbling) al cementiri de Neustift en una tomba honorífica (grup 16, fila 4, número 30). El 1988, Kripsgasse al districte 23 de Viena (Liesing) va rebre el seu nom.
La tomba dels pares de Krips al cementiri de Sievering va ser abandonada el 2019 malgrat les protestes i tot i que era un memorial per a les germanes de Krips, Maria Luise Leicht (1909-1989) i Luise Maria Rogers (1904-1995), que van ser expulsades a Austràlia.

## Escrits (selecció)
- No es pot fer música sense amor... records. Editat i documentat per Harrietta Krips. Böhlau, Viena (entre d'altres) 1994, ISBN 3-205-98158-8. (edició francesa, 1999: ISBN 2-88011-157-9).

## Honors i premis
- Medalla Nicolai de l'Orquestra Simfònica de Viena (1946)
- Anell d'honor de les Nacions Unides (1947)
- Medalla Mozart de la Comunitat Mozart de Viena (1953)[5]
- Creu d'Honor austríaca per a la ciència i l'art (1958)
- Anell d'honor de la ciutat de Viena (1962)[6]
- Membre honorari de la Societat Internacional Gustav Mahler de Viena (1964)[7]
- Anell de Mozart (1965)
- Gran Medalla d'Honor de Plata pels Serveis a la República d'Àustria (1967)
- Membre honorari de l'Òpera Estatal de Viena (1968)
- Gran Condecoració d'Honor d'Or pels Serveis a la República d'Àustria (1972)
- Gran Condecoració d'Honor d'Or pels Serveis a l'Estat de Viena (1972)
- Medalla d'Or de la Societat Internacional Gustav Mahler de Viena (1974)[8]

## Literatura, àudio
- Krips, Josef a l'Internationales Biographisches Archiv 46/1974 del 4 de novembre de 1974, a l'Arxiu Munzinger (inici de l'article disponible gratuïtament)
- Lèxic musical Brockhaus-Riemann. CD-Rom, Directmedia Publishing, Berlín 2004, ISBN 3-89853-438-3, p. 5693.
- Felix Czeike (ed.): Krips, Josef. a: Historisches Lexikon Wien. Volum 3, Kremayr & Scheriau, Viena 1994, ISBN 3-218-00545-0, pàgs. 618–619 (còpia digital, entrada al Wiki d'Història de Viena de la ciutat de Viena).
- Noël Goodwin: Krips, Josef. A: Grove Music Online (anglès; cal subscripció).
- Uwe Harten: Krips, Brüder. A: Oesterreichisches Musiklexikon. Edició en línia, Viena 2002 i següents, ISBN 3-7001-3077-5; Edició impresa: Volum 3, Editorial de l'Acadèmia Austríaca de Ciències, Viena 2004, ISBN 3-7001-3045-7.
- Michael Malkiewicz: Krips, Josef. A: Ludwig Finscher (ed.): Die Musik in Geschichte und Gegenwart. Segona edició, secció personal, volum 10 (Kemp – Lert). Bärenreiter/Metzler, Kassel i altres. 2003, ISBN 3-7618-1120-9 (edició en línia, cal subscriure's per a l'accés complet)
- Erich H. Müller (Ed.): Deutsches Musiker-Lexikon. W. Limpert-Verlag, Dresden 1929.
- Alain Pâris: Klassische Musik im 20. Jahrhundert: Instrumentalisten, Sänger, Dirigenten, Orchester, Chöre. 2a edició ampliada, completament revisada, dtv, Munic 1997, ISBN 3-423-32501-1, p. 431.
- Wilhelm Zentner: Krips, Josef. A: Neue Deutsche Biographie (NDB). Volum 13, Duncker & Humblot, Berlín 1982, ISBN 3-428-00194-X, p. 48 (còpia digital).
- Josef Krips: Josef Krips erzählt und dirigiert. Radiosendung zum 20. Todestag des Dirigenten, 15. Oktober 1994. Especial de concerts d'òpera. 1 casset DAT (60 min, sp, mono). ORF Ö1, s.l. 1994, OBV.
- Joseph Krips. Sammlung von Zeitungsartikeln. Col·lecció Josef Treitl. Cinc fulls solts de retalls de diari en una carpeta. Viena 2001, OBV (Memento del 6 de novembre de 2013 a l'arxiu web.avui).